# Banjar Bali
Banjar Bali is een bestuurslaag in het regentschap Buleleng van de provincie Bali, Indonesië. Banjar Bali telt 1881 inwoners (volkstelling 2010).